# هوهانس بارسقیان (زبان‌شناس)
هوهانس خاچاطوری بارسقیان (ارمنی: Հովհաննես Խաչատուրի Բարսեղյան؛ زادهٔ ۲۵ اکتبر ۱۹۲۰ - درگذشته ۲ اوت ۲۰۱۴) زبان‌شناس، فرهنگ‌نویس و استاد دانشگاه اهل ارمنستان بود.

## زندگی‌نامه
وی در ۲۵ اکتبر ۱۹۲۰ در ماستارا به دنیا آمد و از دانشگاه دولتی ایروان فارغ‌التحصیل گشت. وی برنده جوایزی همچون مدال موسس خورناتسی، جایزه پوغوسیان، نشان جنگ میهنی (درجه دو) و نشان مسروپ ماشتوتس است. وی در ۲ اوت ۲۰۱۴ در سن ۹۳ سالگی در ایروان درگذشت.